# Местные выборы в Беларуси (1995)
Выборы в местные Советы депутатов Республики Беларусь 22-го созыва прошли в июне 1995 года по мажоритарной избирательной системе.
Наиболее неактивные выборы с точки зрения участия граждан за всю историю независимости Белоруссии. Это были первые и последние выборы, над которыми не осуществлялось целенаправленного контроля со стороны исполнительной власти (т. н. «президентской вертикали»), которая по сути, проигнорировала их.
Начало противостояния Президента и Верховного Совета, формирования «вертикали» исполнительной власти, многотурные парламентские выборы и референдум по острым социально-экономическим и политическим вопросам, привели к аполитичности граждан, которым было чрезвычайно сложно ориентироваться в таких условиях.
Средства массовой информации всех уровней, почти что оставили без внимания выборы, напечатав лишь списки избирательных комиссий и зарегистрированных кандидатов в депутаты. Выборы проводились в т. н. «дачный сезон» и католический праздник Святой Троицы. В результате, явка в первом туре составила около 48,1 % от общего числа избирателей. Согласно законодательству считалось, что выборы состоялись, если на них пришло более 50 % избирателей.
В результате первого тура 11 июня было выбрано 94,7 % депутатов сельских Советов, 73,2 % — поселковых, 48,5 % — городских в городах районного подчинения, 17,5 % — районных в городах, 29,5 % — городских, 8,5 % — районных, 44 % — областных советов. В Минске выборы не состоялись ни в одной избирательном округе. В Витебске с 45 городских округов выборы состоялись только в одной.
Во втором голосования 25 июня приняли участие 61,3 % избирателей. С 28 244 округов выборы состоялись в 24 330; в 853 округах выборы состоялись, но кандидаты не были избраны.
В результате двух туров значительная часть местных Советов так и не была выбрана до состояния наличия кворума. В конце ноября была осуществлена попытка доизбрать местные Советы, но попытка была также неудачной.